# Aeroportul Keshod
Aeroportul Keshod (IATA: IXK, ICAO: VAKS) este un aeroport din Keshod⁠(d), Keshod Taluka⁠(d), Junagadh district⁠(d), Gujarat, India ce deservește zona Junagadh⁠(d). Aeroportul a fost tranzitat în decembrie 2022 de 1.493 de pasageri. A fost numit după Keshod⁠(d).
Situat la o altitudine de 51 m, aeroportul dispune de o singură pistă. Este operat de Airports Authority of India⁠(d).